# نيسان بريميرا
نيسان بريميرا (بالإنجليزية: Nissan Primera)‏ هي سيارة من تصنيع شركة نيسان موتورز.

## معرض صور

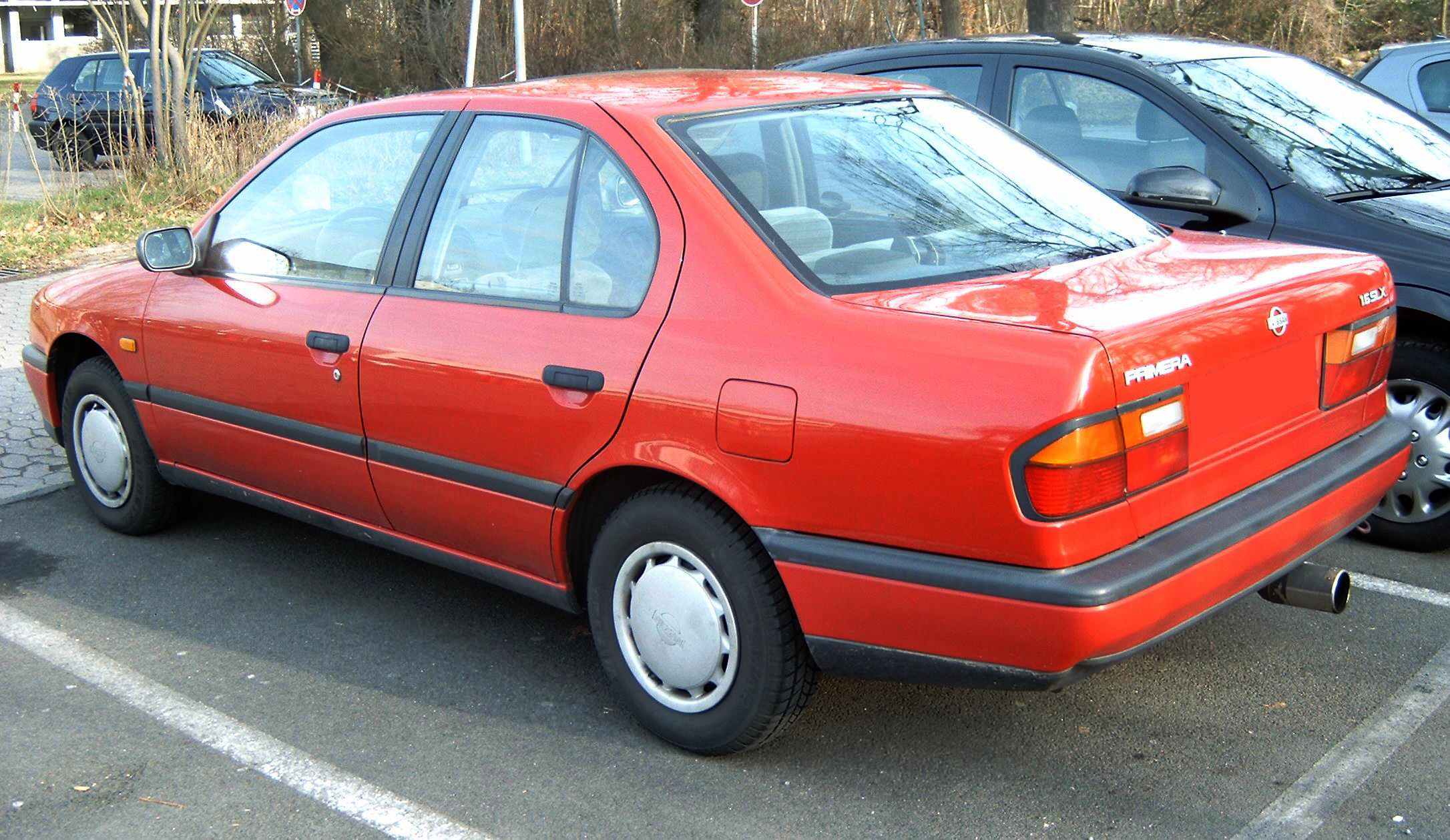
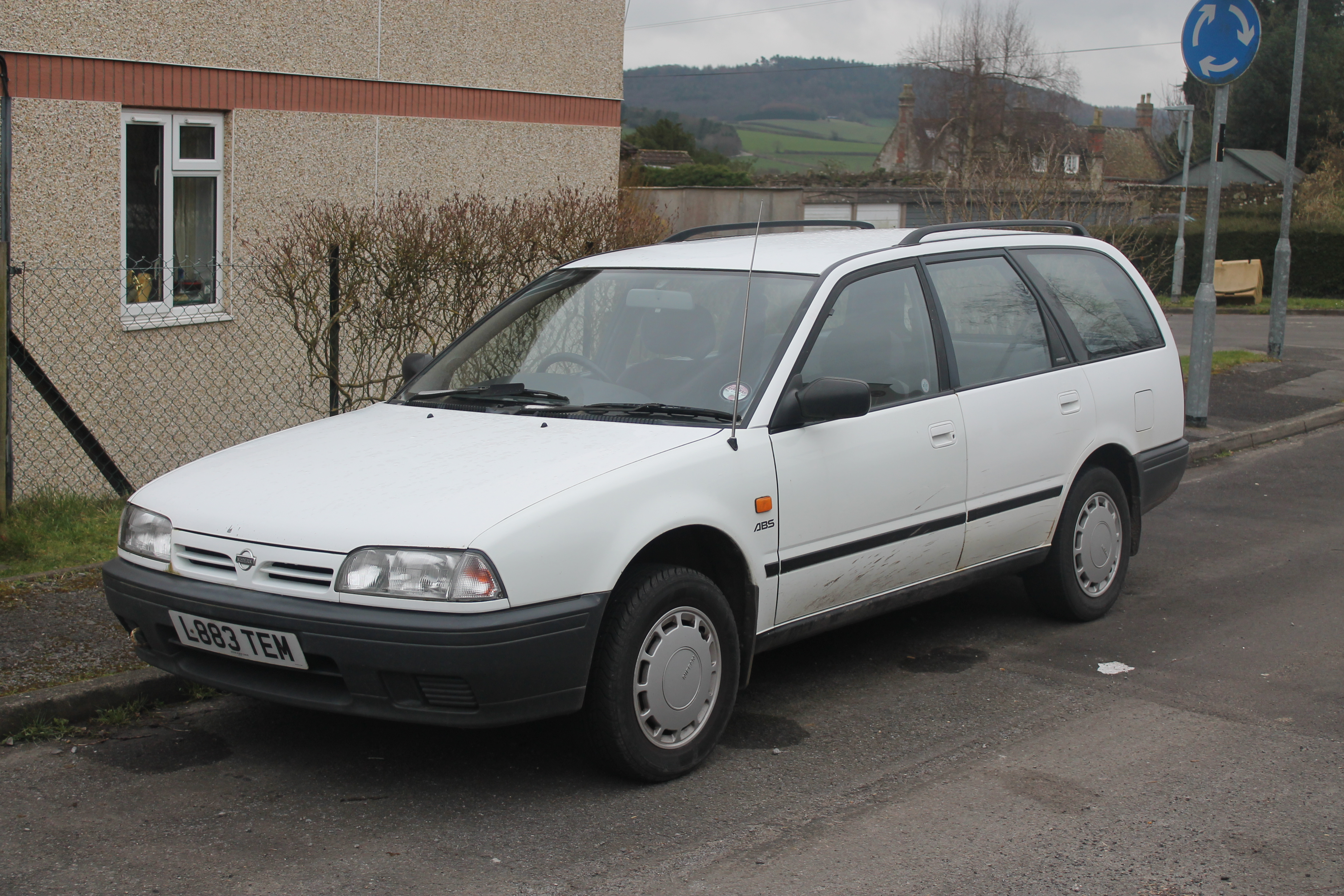
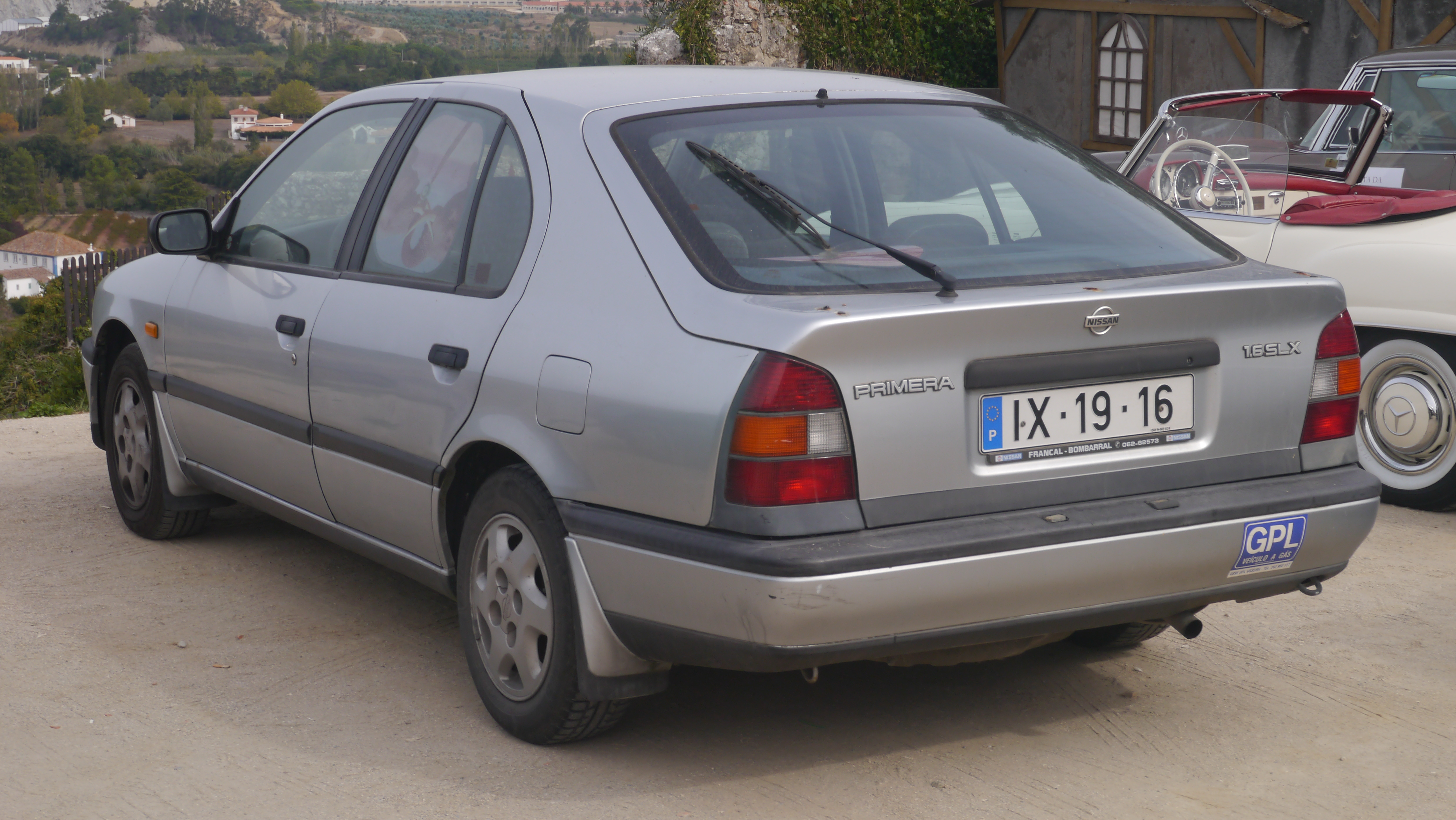